# Килочицкий, Пётр Яковлевич
Пётр Яковлевич Килочицкий (укр. Кілочицький Петро Якович; 27 июня 1948, Сибереж, Черниговская область — 14 ноября 2019) — украинский зоолог, паразитолог и педагог, специалист по микроспоридиям комаров и методике преподавания биологии, профессор (2004), доктор биологических наук (2003). Автор около 100 публикаций, в том числе научной монографии и нескольких методических пособий. Описал несколько десятков новых для науки видов микроспоридий.

## Биография
В 1972 году окончил Киевский университет. В 1980 году защитил кандидатскую диссертацию на тему «Микроспоридии кровососущих комаров долины Днепра, Причерноморья и Крыма, их взаимоотношения с хозяевами и другими паразитами». В 2003 году защитил докторскую диссертацию «Эколого-фаунистический анализ микроспоридий кровососущих комаров Украины».
Член президиума Украинского научного общества паразитологов

## Публикации
- Кілочицький П. Я. Мікроспоридії кровосисних комарів. — Київ: Геопринт, 2002. — 226 с.
- Кілочицький П. Я., Кілочицька Н. П. Терміни та поняття в паразитології: словник-довідник. — Київ: Київський університет, 2014. — 111 с.
- Килочицкий П. Я. Микроспоридии кровососущих комаров Aedes (О.) cataphylla Украины //  Паразитология : Журнал. — 1992. — Т. 26, № 3. — С. 252—256. — ISSN 0031-1847. Архивировано 19 января 2019 года.
- Килочицкий П. Я., Исси И. В. Совместное паразитирование микроспоридий (Nosematidae) и мермитид (Nematoda) у личинок кровососущих комаров (Diptera, Culicidae) // Паразитология : Журнал. — 1978. — Т. 12, № 5. — С. 422—425. — ISSN 0031-1847. Архивировано 19 января 2019 года.
- Килочицкий П. Я., Коржов В. М., Шеремет В. П. Влияние микроспоридий на калорийность тканей личинок кровососущих комаров // Паразитология : Журнал. — 1980. — Т. 14, № 4. — С. 422—425. — ISSN 340—344. Архивировано 19 января 2019 года.
- Килочицкий П. Я. Микроспоридии кровососущего комара Aedes sticticus // Вестник зоологии : Журнал. — 1992. — № 5. — С. 3—8. — ISSN 0084-5604. Архивировано 19 января 2019 года.

## Таксоны, описанные Килочицким
- Aedispora P. J. Kilochitskii, 1997
- Krishtalia P. J.  Kilochitskii, 1997
- Amblyospora ukrainica P. J. Kilochitskii, 1996
- Amblyospora certa  P. J. Kilochitskii, 1996
- Amblyospora aestiva  P. J. Kilochitskii, 1996
- Aedispora dorsalis  P. J. Kilochitskii, 1997
- Amblyospora cataphyllus  P. J. Kilochitskii, 1992
- Amblyospora firma  P. J. Kilochitskii, 1996
- Amblyospora media  P. J. Kilochitskii, 1996
- Amblyospora theophanica  P. J. Kilochitskii, 1996
- Amblyospora rustica P. J. Kilochitskii, 1996
- Krishtalia pipiens  P. J. Kilochitskii, 1997
- Parathelohania detinovae  P. J. Kilochitskii, 1998
- Amblyospora verna  P. J. Kilochitskii, 1996
- Microsporidium stagnalis P. J. Kilochitskii, M. О. Ovcharenko, Polkovenko & Shostak, 2001
- Larssonia hiberna P. J. Kilochitskii, M. О. Ovcharenko, Polkovenko & Shostak, 2001